# 2883 Barabashov
2883 Barabashov este un asteroid din centura principală, descoperit pe 13 septembrie 1978 de Nikolai Cernîh.